# Яджнавалкья-смрити
«Яджнавалкья-смрити», «Ягьявалкья-смрити» (IAST: Yājñavalkya Smṛti) или «Дхармашастра Яджнавалкьи» — одно из основных писаний смрити в индуизме. Древне-индийский сборник наставлений правового и религиозного характера, одна из дхармашастр (1-2 вв.). Приписывается легендарному святому мудрецом Яджнавалкье из царства Митхилы. Охватывают вопросы имущественных и семейных отношений, судебной практики, обязанностей членов варн, бытовой обрядности. В нём отразился процесс укрепления частной собственности и складывания общеиндийского права, которые вместе со средне-вековым комментарием на них (Митакшара) вплоть до нового времени оставались основным источником индусского права. Состоит из 1010 шлок (стихов) которые разделены на три раздела:
1. Ачара-канда (IAST: Āchārakānda) — религиозные ритуалы
2. Вьявахара-канда (IAST: Vyavahārakānda) — судебные процедуры
3. Праяшчитта-канда (IAST: Prāyaścittakānda) — покаяние

Так как на текст заметно влияние других дхарма-шастр Ману-смрити и Артхашастры, предположительно датируется III—IV вв. н. э. Комментарий к смрити Митакшара Виджнянешвары является памятником классического индийского права.
Уголовные, гражданские и административные нормы не разделялись и находились в едином документе. Судопроизводство велось царем вместе с брахманами, также привлекались свидетели. Право собственности без пользования имуществом отсутствовало. Уже тогда было явление недееспособности — юридические действия детей, больных, находящихся в состоянии аффекта, пьяных итд признавались недействительными. Также было понятие неуполномоченных лиц на определённое действие (прототип современной представительства или доверенности).
Письменный документ заключался по желанию двух сторон со свидетельскими подписями, обязанности заключать его в письменной форме не было.
Существовало понятие «наследование», при чём женщины также участвовали в наследстве, но были наследниками второй очереди по отношению к мужчинам. Было понятие «совместное предприятие» — прототип юридического лица. Существовали таможенные сборы за ввоз товаров из другой страны. Налог на прибыль составлял 1/20. Присутствовало разделение понятий грабежа и кражи. Существовало большое количество разновидностей смертных казней и существовало испытание для очищения, что было альтернативой смертной казни. Прелюбодеяние было уголовно наказуемо. Уже тогда было понятие подделки документов. Целый раздел Дхармашастры касался нарушений норм морали (алчность, неверие, безрассудность и т. д.)